# Ramaria fragillima
Ramaria fragillima är en svampart som först beskrevs av Sacc. & P. Syd., och fick sitt nu gällande namn av Corner 1950. Ramaria fragillima ingår i släktet Ramaria och familjen Gomphaceae.   Inga underarter finns listade i Catalogue of Life.